# Gymnasium Vogelsang
Das Gymnasium Vogelsang ist ein städtisches Gymnasium in Solingen. Es wurde 1972 gegründet und ist damit das jüngste der vier Solinger Gymnasien. Die Schule ist in der Sekundarstufe I drei- bis vierzügig und wird von rund 800 Schülern besucht.

## Geschichte
1969 beschloss der Rat der Stadt Solingen die Errichtung eines (seinerzeit) fünften Gymnasiums und den Neubau eines bis 1976 fertigzustellenden Schulgebäudes. Zum Schuljahr 1970/71 wurden zwei Vorlaufklassen am Gymnasium Schwertstraße eingerichtet, die in einer Dependance im Gebäude der ehemaligen Hauptschule Weeg untergebracht waren. Mit Beginn des Schuljahrs 1972/73 nahm die neugegründete Schule mit sechs Klassen in den Jahrgängen 5–7, 170 Schülern und 16 Lehrern ihren Betrieb auf. Bis zur Fertigstellung des Neubaus war sie im so genannten „Roten Esel“ untergebracht, einem 1877 errichteten und durch seine markanten roten Ziegelmauern auffallenden ehemaligen Volksschulgebäude im Stadtteil Wald. Dessen zehn Klassenräume reichten schon bald nicht mehr aus, so dass auf dem Schulhof behelfsmäßige Pavillons errichtet und schließlich sogar Klassen in benachbarte Schulen ausgelagert werden mussten.
Im Unterschied zu den bereits bestehenden Solinger Gymnasien wurde die Schule von Anfang an koedukativ geführt. Sie wuchs in den folgenden Jahren sehr schnell und erreichte bereits 1980 mit 1.122 Schülern den bisherigen Höchststand der Schülerzahl. Mit seinem jungen Lehrerkollegium verstand sich das Gymnasium Vogelsang bewusst als moderne, offene und fortschrittliche Schule, was gelegentlich zu Konflikten führte. So musste das 1974 eingeführte progressive Deutschbuch „drucksachen“ nach heftigen Auseinandersetzungen in der Lokalpresse und den politischen Gremien wieder abgeschafft werden. Auch die Schülerschaft des Gymnasiums stellte ihren rebellischen Geist mehr als einmal unter Beweis, so zum Beispiel 1989, als eine Gruppe von Schülern in einer Nacht-und-Nebel-Aktion vor der Schule eine über zwei Meter hohe Metallskulptur „Don Quijote kämpft gegen Aktenordner“ errichtete, deren allmählich verfallende Überreste lange ein Wahrzeichen der Schule bildeten. 2011 wurde die inzwischen schrottreife Skulptur durch einen neuen Don Quijote ersetzt.
Auch die Errichtung des neuen Schulzentrums, das in verkehrsgünstiger Lage zwischen den Stadtteilen Wald und Gräfrath auf der Feldflur des Eigener Feldes in der Nähe des Botanischen Gartens entstand, ging nicht reibungslos vonstatten, da die Stadt Solingen 1975 entgegen der Ausschreibung den Bauauftrag nicht an den 1. Preisträger des Architekturwettbewerbs vergab, sondern an den 2. Preisträger, den Düsseldorfer Architekten Olaf Jacobsen. Der Grundstein zum bis dahin größten und mit Baukosten von 40 Millionen DM schließlich auch teuersten Schulbau in der Solinger Geschichte wurde 1977 gelegt. Das Schulzentrum Vogelsang sollte ursprünglich neben dem Gymnasium eine Hauptschule und eine Realschule aufnehmen. Wegen der rasch steigenden Schülerzahlen wurde die Planung aber noch während des Baus geändert, so dass 1979 nur die Realschule Vogelsang und das Gymnasium Vogelsang in das neue Gebäude einzogen, welches trotz seiner 80.000 m² für die 1.900 Schüler beider Schulen kaum ausreichte. Im selben Jahr wurden die ersten Abiturienten nach bestandener Reifeprüfung verabschiedet.
Bei den Debatten um die Errichtung von Gesamtschulen in Solingen war das Schulzentrum Vogelsang wiederholt als Standort für eine Gesamtschule im Gespräch. 1981 und 1985 konnten entsprechende Pläne nicht zuletzt durch den energischen Widerstand von Eltern, Schülern und Lehrern erfolgreich abgewehrt werden. 1986 nahm der Montessori-Zweig seine Arbeit auf. 1989 brannte die Fünffach-Sporthalle des Schulzentrums infolge eines Kurzschlusses vollständig nieder; der Schaden lag bei mehr als 7 Millionen DM. Bis 1992 wurde die Halle nach den alten Plänen wiederaufgebaut.
In den Jahren 1996–2000 nahm das Gymnasium Vogelsang als einziges nordrhein-westfälisches Gymnasium an einem Modellprojekt der Landesregierung zur Förderung des bewussten Umgangs mit Energie teil. Ein bleibendes Ergebnis dieses Projekts sind die auf dem Dach montierten Photovoltaikanlagen. Im Zusammenhang damit entstand ein viel beachtetes Vorzeigeprojekt, das den Schülern durch praktisches Handeln sowohl die Probleme der Dritten Welt als auch den Nutzen erneuerbarer Energien nahebringen sollte. Seit 1999 organisierten Schülergruppen im Rahmen des IUTU-Projekts das Sponsoring für Solaranlagen, die sie anschließend selbst in Ländern der Dritten Welt montierten: 2000, 2001 und 2003 in Dörfern Brasiliens und 2007 auf einem Waisenhaus in Chennai (Indien). 2004 wurde das IUTU-Projekt Bundessieger im Wettbewerb „Jugend mit unendlicher Energie“ des Bundesumweltministeriums.
Im Schuljahr 2009/10 begann das Gymnasium Vogelsang als erstes und bislang einziges Solinger Gymnasium mit dem Übergang zum Ganztagsbetrieb, der 2013 abgeschlossen wurde. Im Zusammenhang damit wurde ab dem Schuljahr 2010/11 die Dauer der Unterrichtseinheiten von 45 Minuten auf 67 Minuten verlängert, um ein konzentrierteres Arbeiten zu ermöglichen.
Ebenfalls als erstes und bislang einziges Solinger Gymnasium richtete die Schule mit Beginn des Schuljahres 2013/14 eine inklusive Lerngruppe ein.
Seit dem  2. Halbjahr 2015/16 werden an der Schule Schüler, die im Zuge der Flüchtlingsbewegungen nach Solingen kamen, als „Seiteneinsteiger“ aufgenommen und so weit gefördert, dass sie in reguläre Bildungsgänge übergehen können.
Im Februar 2019 wurde bekannt, dass der schlechte Gesamtzustand des Schulgebäudes eine umfassende Sanierung oder einen Neubau erforderlich macht. Am 6. März 2019 gab die Stadt Solingen bekannt, dass von 2022 bis 2027 ein komplett neues Gebäude neben dem bisherigen errichtet und das alte Schulzentrum Vogelsang anschließend abgerissen werden soll.

## Schulleitung
| Zeitraum  | Schulleiter         | Wichtige Ereignisse                                                                         |
| --------- | ------------------- | ------------------------------------------------------------------------------------------- |
| 1972–1989 | Dieter Starke       | Gründung, Bezug des Schulzentrums, Einrichtung des Montessori-Zweigs                        |
| 1989–2000 | Reinhard Schnieber  | Brand der Sporthalle, Einführung des Faches Praktische Philosophie, Energieprojekt          |
| 2000–2013 | Klaus Bailly        | Einführung des Ganztags, Bau der Mensa, des Betreuungsgebäudes und der Kletterwand          |
| 2013–2019 | Stephan Mertens     | Inklusionsklassen, Internationale Klasse, Neigungskurse in 8 und 9, Profilkurse ab Klasse 5 |
| 2019–2021 | Andrea Schaumlöffel | Corona-Pandemie                                                                             |
| seit 2022 | Karsten Wiemann     |                                                                                             |

## Pädagogisches Profil
Das Gymnasium Vogelsang bietet als einziges Solinger Gymnasium in der Sekundarstufe I mehrere Wochenstunden Freiarbeit nach Maria Montessori an, ursprünglich in den Klassen 5–7 in Form eigener Montessori-Klassen, seit dem Übergang zum Ganztag in den Klassen 5–6 als festen Bestandteil des pädagogischen Konzepts für alle Schüler. Der individuellen Förderung und der Hinführung zum selbständigen Lernen dienen neben der Schulbibliothek ein 2008 eingerichtetes, durchgehend geöffnetes Selbstlernzentrum mit täglicher Lernberatung durch Lehrkräfte sowie obligatorische Projektphasen (u. a. Zeitung in der Schule, Energieprojekt) im Unterricht der Mittelstufe.
Durch die enge Nachbarschaft zur Realschule wurde von Anfang an auf die Durchlässigkeit zwischen den Schulformen geachtet. Traditionell nimmt das Gymnasium Vogelsang eine hohe Zahl von Realschulabsolventen in die gymnasiale Oberstufe auf; hinzu kommt ab 2014 eine Kooperation mit der neuerrichteten Solinger Sekundarschule. In der Oberstufe kooperiert das Gymnasium zur Vergrößerung des Kursangebots mit dem Humboldtgymnasium Solingen.
Ein weiterer pädagogischer Schwerpunkt ist der musisch-künstlerische Bereich. Seit dem Einzug in das Schulzentrum, dessen Pädagogisches Zentrum über umfangreiche Bühnentechnik verfügt, spielt die Theaterarbeit eine große Rolle. Neben den Literaturkursen der gymnasialen Oberstufe gibt es regelmäßige Aufführungen der Musical-AG. Im Bereich der bildenden Kunst bestehen ebenfalls verschiedene AGs, und das Fach Kunst wird im Differenzierungsbereich der Mittelstufe und als Leistungskurs in der gymnasialen Oberstufe angeboten. Musik wird unter anderem im Unterstufenchor und in instrumentalpraktischen Kursen in der Oberstufe betrieben; außerdem besteht die Möglichkeit, im Rahmen einer Streicherklasse im Musikunterricht der Klassenstufen 5 und 6 ein Streichinstrument zu erlernen.
Im sprachlichen Bereich gibt es das Angebot von Spanisch als neu einsetzender dritter Fremdsprache sowohl ab Klasse 8 als auch ab Beginn der Oberstufe. Im naturwissenschaftlichen Bereich wird neben Biologie auch Chemie als Leistungskursfach in der gymnasialen Oberstufe angeboten, im gesellschaftswissenschaftlichen Bereich neben Geschichte und Sozialwissenschaften auch das Fach Erziehungswissenschaft. Alle Schüler, die nicht am Religionsunterricht teilnehmen, haben ab Klasse 5 durchgängig Unterricht in Praktischer Philosophie.
Unter den Sport-AGs ist neben verschiedenen Ballsportarten besonders eine seit 1999 bestehende, von Schülern geleitete Zirkus- und Akrobatik-AG erwähnenswert. In Zusammenarbeit mit Solinger Sportvereinen wurde seit 2012 schwerpunktmäßig die Förderung im Bereich Handball und Volleyball ausgebaut.
Großer Wert wird auf ein freundliches Schulklima und die Förderung sozialer Kompetenzen durch Persönlichkeitsstärkung (Erlebnistage und -fahrten, Lions’ Quest-Programm), Streitschlichtung, Tutorenteams, Schulsanitätsdienst und Hausaufgabenbetreuung an Grundschulen gelegt. Die Schule hat seit ihrer Gründung Austauschprogramme mit Schulen in verschiedenen europäischen Ländern, der Türkei und Israel durchgeführt.

## Ehemaligenverein
Der Freundeskreis des Gymnasiums Vogelsang e.V. ist ein gemeinnütziger Verein, der sich zur Aufgabe gesetzt hat, den Kontakt zwischen ehemaligen Schülern, aktiven und ehemaligen Lehrkräfte und der Schule besonders verbundenen Personen aufrechtzuerhalten. Der Verein und seine Mitglieder unterstützen die Schule sowohl personell als auch finanziell. Regelmäßig werden die Berufsinformationsveranstaltungen und Projektwochen durch Mitglieder des Vereins unterstützt, sowie Anschaffungen oder Exkursionen, die über den üblichen Schulbedarf hinaus gehen, finanziert.
Ein weiteres Ziel des Vereins ist es, Schüler und Absolventen mit besonders guten Leistungen durch Patenschaften und Stipendien zu unterstützen.

## Bekannte ehemalige Schüler
- Tanju Aygün (Abitur 1995), Professor an der Europäischen Fachhochschule
- Christoph Gerhardt, geb. Scharrenberg (Abitur 1998), Zell-, Molekular- und Entwicklungsbiologe, Träger des Ulrich-Hadding-Forschungspreises 2018[3]
- Thorsten Kabitz (Abitur 1997), Chefredakteur von Radio RSG
- Marcus Kretzer (Abitur 1985), Pianist und Musikpädagoge
- Nicola Kuhrt (Abitur 1994), Wissenschaftsjournalistin
- Arne Merten (Abitur 1992), Fernsehproduzent
- Jörg Müller-Lietzkow (Abitur 1989), Hochschullehrer, Präsident der HafenCity Universität Hamburg
- Alessandro Nasini (Abitur 1991), Fernsehproduzent
- Boris Nieswand (Abitur 1992), Professor für Soziologie an der Universität Tübingen
- Aycha Riffi (Abitur 1989), Leiterin der Grimme-Akademie des Grimme-Instituts
- Andreas Ronken (Abitur 1986), Vorsitzender der Geschäftsführung bei Alfred Ritter GmbH & Co. KG
- Leon Windscheid (Abitur 2008), Psychologe, WWM-Millionengewinner